# Maria Goswina von Berlepsch

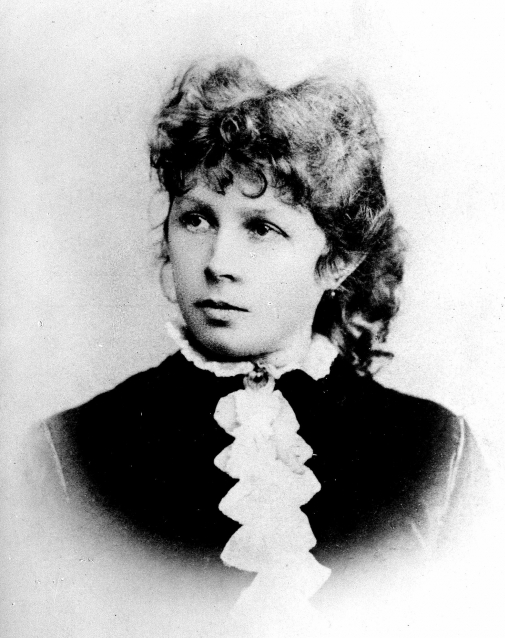
Maria Goswina von Berlepsch

Maria Goswina von Berlepsch (* 25. September 1845 in Erfurt; † 10. April 1916 in Wien) war eine schweizerisch-österreichische Schriftstellerin und Mitarbeiterin mehrerer Zeitschriften.

## Herkunft
Ihre Eltern waren der liberale Buchhändler und Schriftsteller Hermann Alexander von Berlepsch (* 17. März 1813; † 14. Mai 1883) und dessen Ehefrau Teresia Antonia Mayr. Ihr Bruder Hans Eduard (1849–1921) wurde Maler.

## Leben, Werk und Auszeichnungen
Berlepsch verbrachte ihre Kindheit und Jugend zuerst in St. Gallen, dann in Zürich. Nach dem Tod ihres Vaters 1883, an dessen Publikationen sie öfters beteiligt gewesen war, ging von Berlepsch mit ihrer Mutter nach Wien und begann mit der Veröffentlichung von Gedichten, Novellen und Erzählungen sowie Veröffentlichungen u. a. in Neues Frauenleben und Der Bund.
In ihren wirklichkeitsnahen Romanen und Novellen schilderte sie „währhafte freiheitliche Typen des Schweizervolks im Gegensatz zu verkümmerten, starr-altmodischen oder emanzipiert-modernen Gestalten“. Als ihr dichterisches Vorbild gilt Gottfried Keller.
Von Berlepsch wurde 1905 „für ihre dichterischen Darstellungen“ von der Stadt Zürich das Ehrenbürgerrecht verliehen.

## Veröffentlichungen
- Autobiographie In: Freiheit und Arbeit: ein Dichterbuch. Zürich 1910, S. 78.
- Wenn's dämmert… Märchen und Geschichten. Wien, ohne Jahr
- Hairiyye Ben Aiad: Die Türkische Frau, ihr sociales Leben und der Harem. Vortrag. Mit Vorwort von Goswina von Berlepsch. Max Werthner, Wien 1904.
- Friederike Goßmann verm. Gräfin Prokesch von Osten. Ein Lebensbild. Carl Gerold’s Sohn, Wien 1908.
- Rosa von Gerold: Erinnerungen. Hrsg. von Goswina von Berlepsch. Karl Gerolds Sohn, Wien 1908.
- August Corrodi: Ein Kapitel aus meiner Kindheit. Ziegler, Winterthur 1913.
- Maria Goswina von Berlepsch, Rudolf Hunziker: Über August Corrodi. Mit 5 bisher unveröffentlichten Briefen Eichendorffs. Winterthur 1913.
- Novellen:
  - Ledige Leute. Leipzig, 1886
  - Mann und Weib. Stuttgart, 1897
  - Bergvolk. o. J.
  - Heimat. o. J.
  - Ein Maitag, in: Über Land und Meer, Stuttgart
- Roman:
  - Thalia in der Sommerfrische. Leipzig, 1893
- Erzählungen:
  - Fortunats Roman o. J.
  - Mutter. Bielefeld. 1895
- Drama:
  - Der Nachtwächter von Schlurn (mit Antonie Baumberg, Wien 1901)
- Einzel-Artikel in:
  - Neues Frauenleben
  - Der Bund